# Мухин, Савелий Владимирович
Савелий (Савва) Владимирович Мухин (1922 — …) — советский футболист и тренер. Выступал за такие клубы, как «Авангард» Свердловск (ныне ФК «Урал» Екатеринбург), «Шахтёр» Сталино (ныне Донецк) и «Металлург Востока» Нижний Тагил (ныне «Уралец НТ») в 40-е-50-е годы XX века. Главный и играющий тренер «Авангарда» в 1947 году.
Выступал в Высшей лиге СССР в составе «Шахтёра» в сезоне 1950.

## Статистика
| Клуб              | Сезон     | Чемпионат | Чемпионат | Кубок | Кубок | Всего | Всего |
| Клуб              | Сезон     | Игры      | Голы      | Игры  | Голы  | Игры  | Голы  |
| ----------------- | --------- | --------- | --------- | ----- | ----- | ----- | ----- |
| Авангард          | 1947      | ?         | ?         | 1     | 1     | ?     | ?     |
| Авангард          | 1948      | ?         | ?         | ?     | ?     | ?     | ?     |
| Авангард          | 1949      | ?         | ?         | ?     | ?     | ?     | ?     |
| Шахтёр            | 1950      | 15        | 2         | 1     | 0     | 16    | 2     |
| Металлург Востока | 1952      | ?         | ?         | ?     | ?     | ?     | ?     |
| Металлург Востока | 1956      | ?         | ?         | ?     | ?     | ?     | ?     |
| Всего             | 1947-1956 | ?         | ?         | ?     | ?     | ?     | ?     |